# Ben Bizier
Ben Bizier (* 12. März 1984 in Damariscotta, Maine) ist ein US-amerikanischer Baseballspieler und -trainer, der für die Pulheim Gophers spielt.
Bizier war Kapitän der Guilford College Baseballmannschaft in Greensboro, North Carolina in der Saison 2007, nachdem er zuvor drei Jahre in der American Legion Baseball gespielt hatte. Dort wurde er als bester Outfielder mit dem Gold Glove ausgezeichnet. Noch im selben Jahr kam er nach Deutschland und schloss sich den Pulheim Gophers an. Er ist als Spielertrainer der 1. Bundesligamannschaft tätig.
Bizier stammt ursprünglich aus Maine. Am Guilford College in Greensboro studierte er Sportmanagement.